# Loneman Fire Lookout
Le Loneman Fire Lookout est une tour de guet du comté de Flathead, dans le Montana, aux États-Unis. Protégé au sein du parc national de Glacier, il est inscrit au Registre national des lieux historiques depuis le 14 février 1986.